# Kateřina Benešová
Kateřina Benešová, rozená Rejmanová (* 19. července 1968, Praha) je česká tanečnice a baletka, bývalá sólistka baletu Pražského komorního baletu a pedagog.

## Život
Poté, co v roce 1986 vystudovala Taneční konzervatoř v Praze, byla přijata na pozici sólové tanečnice v Pražském komorním baletu. Během sezóny 1991/1992 ale působila v Českém baletním divadle a následně mezi léty 1992 až 1995 spolupracovala s Černým divadlem Jiřího Srnce, souběžně studovala taneční pedagogiku na HAMU. Po vystudování v roce 1994 se vrátila zpět do Pražského komorního baletu, kde byla do roku 2003. Díky tomu, že byla půvabná a přirozená a technicky i výrazově vyzrálá, zde tančila sóla v řadech inscenacích, jako například Buď fit!, Komboloi, Musica slovaca, Píseň o mrtvých dětech, Po zarostlém chodníčku, Sinfonietta, Slovanské dvojzpěvy, Smrt a dívka, Stabat, Stmíváníčko, Šibeničky, Šmokoviny, Špásování, Z mého života, Záskok a Zjasněná noc. Následně navázala spolupráci s Liborem Vaculíkem, a když v roce 2002 uváděl představení Edith Piaf – vrabčák z předměstí, zahrála si zde titulní roli. Mimo toho s nim spolupracovala i na muzikálech Tři mušketýři nebo Angelika. V roce 2012 ztvárnila s Bárou Basikovou hlavní roli v muzikálu Lucrezia Borgia a dále také tančila v muzikálech Romeo a Julie a Sibyla – Královna ze Sáby. Kromě toho od roku 2004 učí kojence a dětí plavat, věnuje se taneční průpravě krasobruslařů a od roku 2016 je pedagogem na Taneční konzervatoři hl. m. Prahy.
Za rok 2000 obdržela cenu Thálie v oboru balet, pantomima a současný tanec za roli A bomby v inscenaci Hirošima v Pražském komorním baletu.